# Bastuträsk station
Bastuträsk station är en järnvägsstation i Bastuträsk. Stationen ligger centralt belägen i orten vid korsningen Stationsgatan, Östra Järnvägsgatan.

## Historik
Stambanan genom övre Norrland drogs i slutet av 1800-talet genom Bastuträsk och 1894 stod järnvägsstationen i Bastuträsk klar. År 1910 öppnades den första sträckan på Skelleftebanan, Bastuträsk−Klutmark. År 1912 var banan klar till Skellefteå och 1914 öppnades sträckan till Skelleftehamn. Persontrafiken på Skelleftebanan lades ned i etapper, vilken påbörjades 1958 genom att arbetaretågen till Rönnskär upphörde och 1990 upphörde all persontrafik på Skelleftebanan helt. Bastuträsk är därmed, trots sitt läge, den station som ligger närmst Skellefteå station. År 2009 påbörjades en ombyggnation av hela bangården och 2010 av stationshuset, vilken fick försågs med ett sadeltak och ett till våningsplan.

## Verksamhet
Stationshuset ligger på den östra sidan av stambanan intill Östra Järnvägsgatan. Stationen saknar bemannat biljettkontor, men har en väntsal som alltid är öppen. År 2008 sålde statliga Jernhusen stationshuset till två privatpersoner.